# István Bocskai
István Bocskai (Cluj-Napoca, 1º gennaio 1557 – Košice, 29 dicembre 1606) è stato un nobile e condottiero ungherese.
Fra il 1604 e il 1606 condusse una rivolta in Transilvania e in altri territori ungheresi (esattamente nella Slovacchia orientale, oltre che in Moravia ed in Austria), posti sotto il dominio austriaco. Nel suo ultimo anno di vita fu anche principe di Transilvania.

## Biografia

### Dal Principato di Transilvania alla corte imperiale
Nato a Cluj, figlio di György Bocskai e Krisztina Sulyok, István Bocskai era uno dei membri più noti dell'antica famiglia Bocskai. Come capo consigliere del Principe di Transilvania Sigismondo Báthory, suggerì al proprio signore un'alleanza con il Sacro Romano Impero Germanico anziché mantenere le relazioni con l'Impero ottomano, e rese importanti servizi diplomatici al Principato sia a Praga che a Vienna.
Nel 1599, l'inimicizia nei suoi confronti del nuovo principe, il cardinale Andrea Báthory, che aveva fatto confiscare i suoi beni, indusse Bocskai a cercare la protezione della corte imperiale. Comunque, il tentativo dell'imperatore Rodolfo II di privare della propria costituzione il regno d'Ungheria e i protestanti delle loro libertà religiose, alienò velocemente István Bocskai, specialmente dopo i terribili oltraggi inflitti agli abitanti della Transilvania dai generali asburgici Giorgio Basta e Giacomo Belgiojoso dal 1602 al 1604.

### L'indipendenza del Principato di Transilvania
Nel tentativo di conservare l'indipendenza della Transilvania, Bocskai decise di servire i turchi. Nel 1605, come ricompensa per aver scacciato Giorgio Basta dalla Transilvania, la Dieta ungherese, riunitasi a Mediaș, elesse István Bocskai Principe di Transilvania.
Il sultano Ahmed I inviò come risposta a ciò un inviato speciale che omaggiasse Bocskai, e gli portò in dono una corona realizzata in Persia.
Con l'intenzione di sottrarre le province ungheresi al dominio asburgico, firmò la Pace di Vienna (23 giugno 1606), la quale garantiva tutti i diritti costituzionali e religiosi degli ungheresi sia in Transilvania che nel regno ungherese. Bocskai fu riconosciuto come Principe di Transilvania dalla corte austriaca, così come fu riconosciuto al Principato di Transilvania di eleggere autonomamente, da quel momento in poi, i propri principi.
La fortezza di Tokaj e le contee di Bereg, Szatmár e Ugocsa passarono tutte sotto il possesso di István Bocskai a patto che, qualora egli fosse morto senza eredi, esse sarebbero tornate all'Austria.
Analogamente, Bocskai concluse con gli ottomani la Pace di Zsitvatorok, la quale confermava la Pace di Vienna.
Il Principe morì a Košice pochi mesi dopo la firma di tali trattati (29 dicembre 1606), stando a quanto si dice avvelenato dal proprio cancelliere, Mihály Káthay, che fu poi fatto a pezzi dai sostenitori di Bocskai nella piazza del mercato della città.

## Riconoscimenti
István Bocskai è oggi considerato un eroe nazionale ungherese. Una statua del Principe di Transilvania è stata infatti posta nel colonnato della Piazza degli Eroi di Budapest.
Una sua statua figura sul Muro dei Riformatori di Ginevra.